# 常光寺 (塩尻市上西条)
常光寺（じょうこうじ）は長野県塩尻市上西条にある高野山真言宗の寺院。山号は飯綱山。本尊は大日如来。石楠花寺として知られる。

## 概要
創建は不詳。永徳2年（1383年）に恵覚法印が飯縄権現を勧請して中興、戦国時代に衰微したが、寛文9年（1669年）に實清法印が高野山より法流を相伝して再興した。文政2年に山林火災で伽藍が焼失し、天保3年（1832年）に本堂が再建された。市内片丘にも同名の真言宗寺院がある。

## 境内

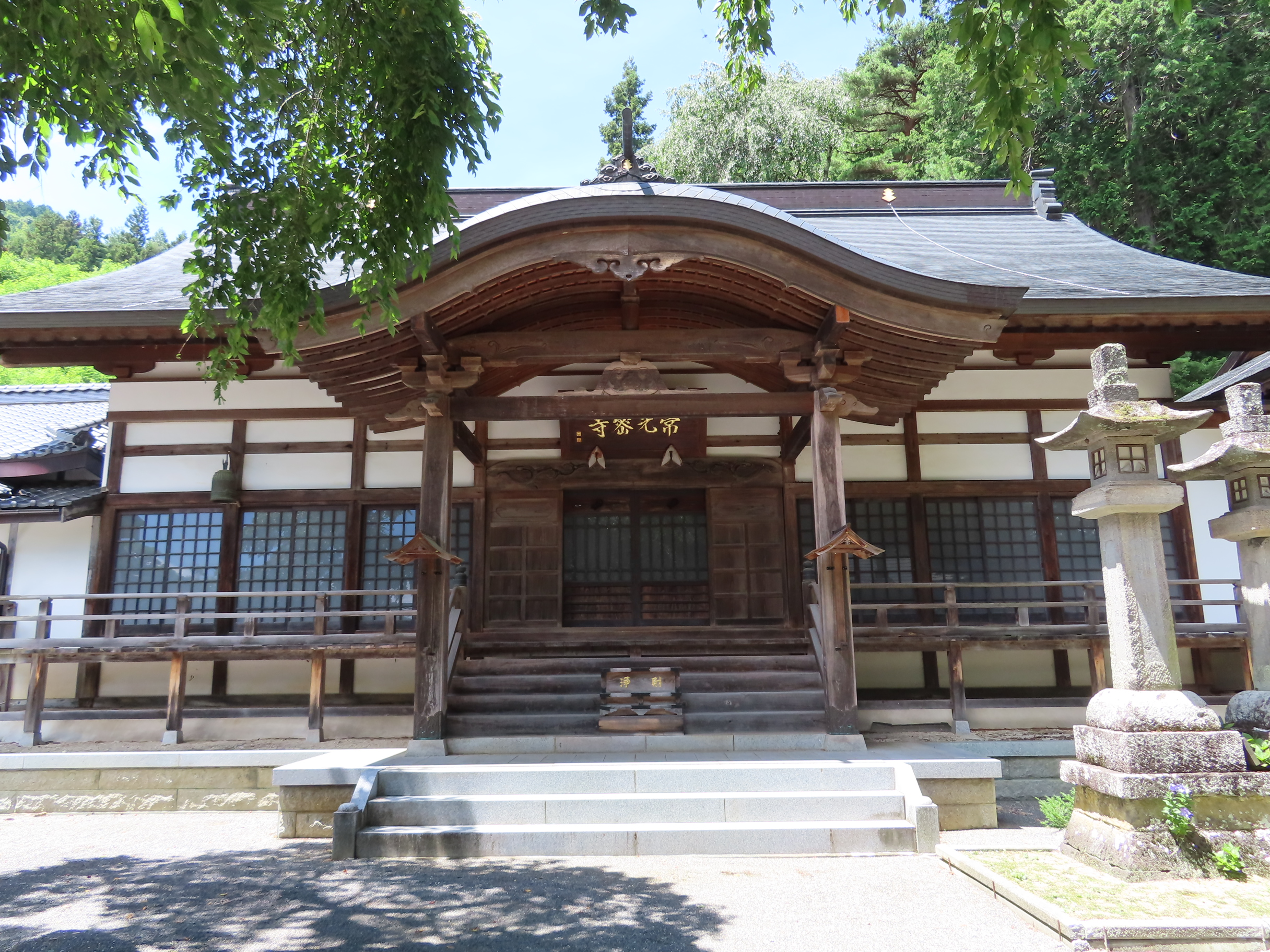
本堂
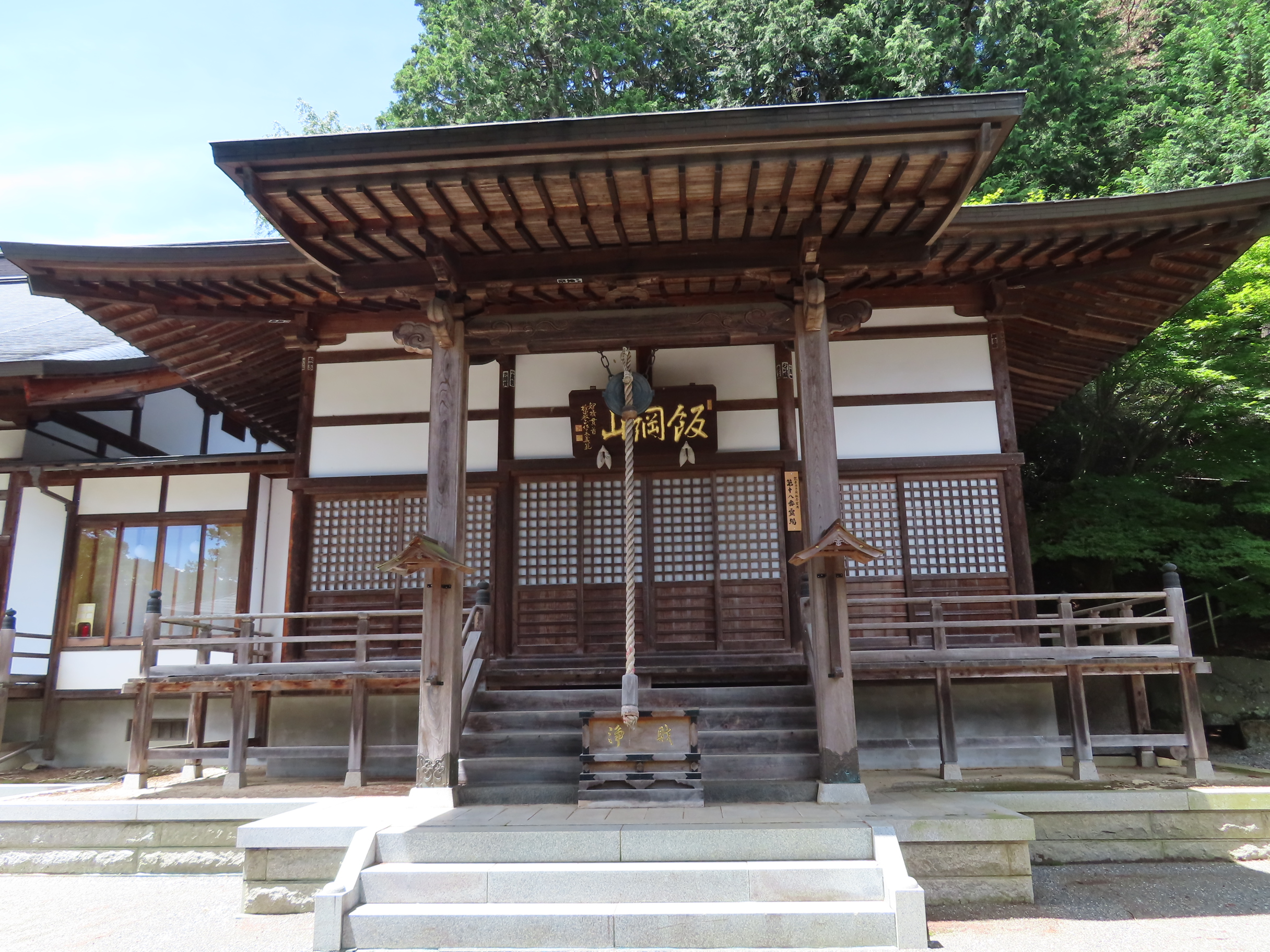
護摩堂
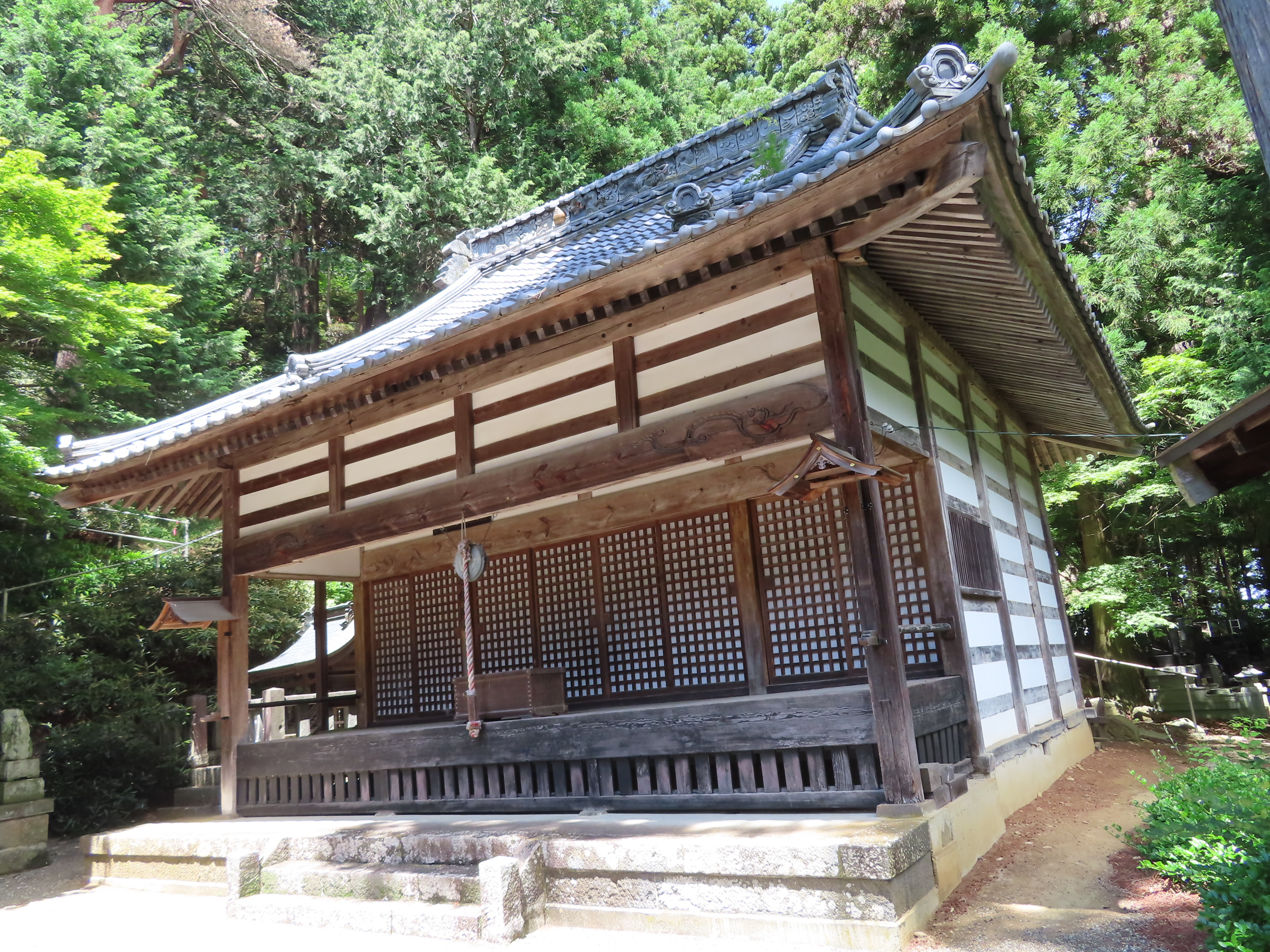
薬師堂
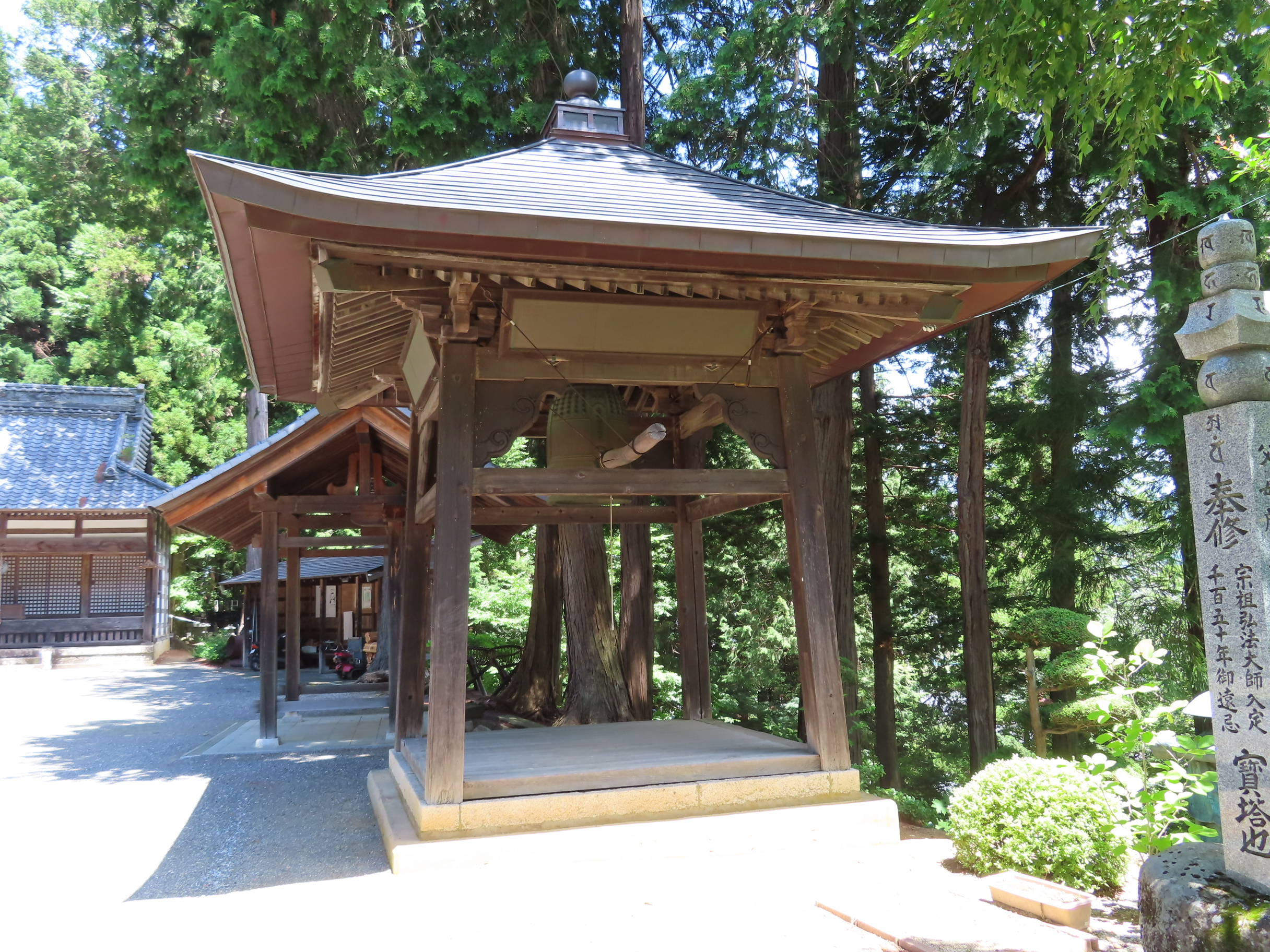
鐘楼

- 権現本社
- 庫裡
- 鐘楼堂
- 山門

- 本堂
- 護摩堂
- 薬師堂
- 鐘楼

## 交通アクセス
- 長野自動車道塩尻I.Cから車で約10分
- JR中央本線みどり湖駅から徒歩で約15分